# Knuthenborg

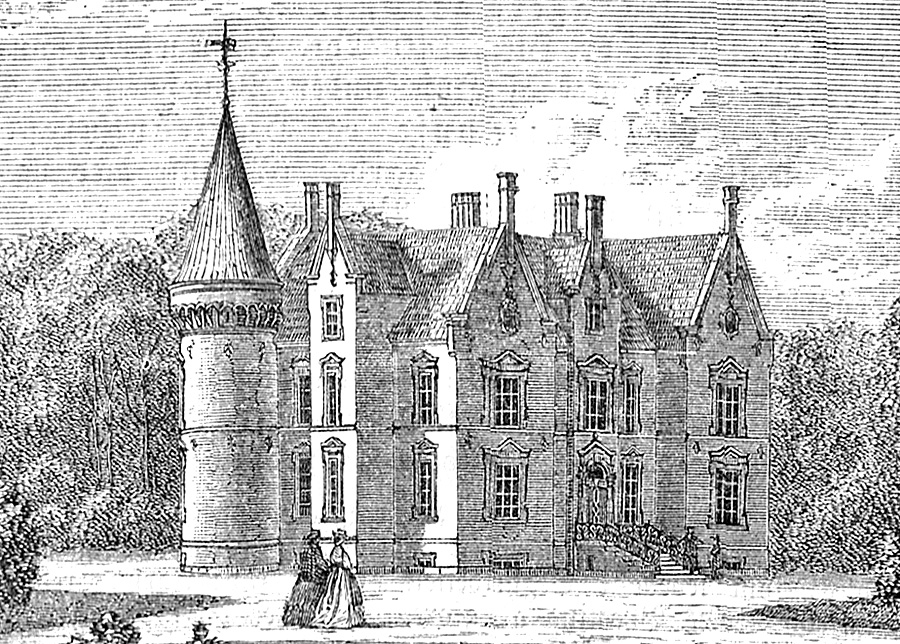
Knuthenborg in einer Zeichnung von 1872

Knuthenborg (deutsch: Knuthenburg oder Knuthenberg; ehemals Årsmarke) ist ein altes Gut, das auf der dänischen Insel Lolland liegt. Es befindet sich nördlich von Maribo und wurde 1372 erstmals erwähnt. Seit 1681 ist Knuthenborg der Familie Knuth und war von 1714 bis 1919 Teil der Lehnsgrafschaft Knuthenborg. Das Gut dient seit 1969 als Safaripark.
Knuthenborg wurde von 1865 bis 1866 von H. S. Sibbern errichtet und 1885 erweitert. Heute bildet es Nordeuropas größte Parkanlage im englischen Stil und ist eine der meistbesuchten Touristenattraktionen Dänemarks. Das Gut hat eine Gesamtgröße von 2338 Hektar.

## Besitzer
- 1372–1425: Niels Sivertsen Grubendal
- 1425–1465: Hans Albreckt Nielsen Grubendal
- 1465–1500: Jørgen Olsen Baad
- 1500–1527: Albreckt Jørgensen Baad
- 1527–1543: Knud Urne
- 1543–1552: Hans Knudsen Urne
- 1552–1577: Axel Knudsen Urne
- 1577–1622: Knud Axelsen Urne
- 1622–1663: Christopher Knudsen Urne
- 1663–1667: Christopher Knudsen Urnes (Nachlass)
- 1667–1681: Cornelius Pedersen Lerche
- 1681–1697: Eckhard Christoph von Knuth
- 1697–1714: Søster von Knuth
- 1714–1736: Adam Christoph von Knuth
- 1736–1747: Ide Margrethe Knuth
- 1747–1776: Eggert Christopher von Knuth
- 1776–1802: Johan Heinrich Knuth
- 1802–1818: Frederik Knuth
- 1818–1856: Frederik Marcus Knuth
- 1856–1876: Eggert Christopher Knuth
- 1876–1888: Adam Wilhelm Knuth
- 1888–1920: Eggert Christoffer Knuth
- 1920–1967: Frederik Marcus Knuth
- 1967–1970: Frederik Marcus Knuth/Adam Wilhelm Josef Knuth
- 1970–1987: Adam Wilhelm Josef Knuth
- 1987–2001: Adam Wilhelm Josef Knuth/Charlotte Birgitte Knuth
- 2001–2006: Adam Wilhelm Josef Knuth/Charlotte Birgitte Knuth/Adam Christoffer Knuth
- seit 2006: Adam Christoffer Knuth